# Striderna vid Kahiluoto
Striderna vid Kahiluoto inträffade mellan 26 september och 2 oktober 1808 under det Finska kriget. En svensk flottstyrka om tio kanonslupar och en mörsarbarkass under major Sjöholm lyckades slå tillbaka ryssarnas dagliga försök att med fyrdubbel makt tränga fram genom sjöleden väster om ön Kahiluoto. Konsvekvenserna blev att landsättningsföretaget vid Helsinge skyddades. 